# Combate naval de Talcahuano
El Combate naval de Talcahuano, también llamado Captura de la Fragata María Isabel fue un hecho de armas ocurrido en la Bahía de Concepción en 1818.

## Antecedentes

### La trama independentista en la sublevación
El gobierno rioplatense tenía agentes en Cádiz que le comunicaban las noticias importantes y los pormenores de las expediciones militares hacía América, lo que incluía influir sobre el espíritu de los oficiales españoles. Uno de ellos era Andrés Arguibel, natural de Buenos Aires, establecido en Cádiz y que mantenía una comunicación directa con Juan Martín de Pueyrredón. Arguibel, que se encargaba de comunicar al gobierno de Buenos Aires el zarpe de los buques de la expedición Cantabria, sería relacionado más tarde con la sublevación de la Grande Expedición al Río de la Plata, o Pronunciamiento de Riego, y trabajó con éxito para conseguir la rebelión en la fragata Trinidad, donde parte de la oficialidad española sublevó toda la tropa del regimiento Cantabria que terminó pasada a las filas del bando insurgente americano.

### La sublevación del buque español Trinidad
El rey Fernando VII, negoció a través de agentes privados, sin conocimiento de la marina española, la compra de una serie de barcos rusos para la gran expedición contra las Provincias Unidas del Río de la Plata, uno de esos barcos, la fragata Patrikii (San Patricio), se empleó para en convoyar una expedición de refuerzo a las fuerzas realistas en Chile. 
De acuerdo con este plan, el 21 de mayo de 1818 salió de Cádiz la renombrada fragata María Isabel, de cuarenta cañones, al mando del Capitán de Navío Manuel del Castillo y con un convoy de diez transportes que conducían una fuerza de 1.925 hombres. En un ambiente de una grave convulsión en España contra el absolutismo y de varios pronunciamientos militares, los soldados del Cantabria fueron embarcados a pesar de las protestas de la tropa, tras la ejecución de algunos suboficiales. Durante su travesía, además, la expedición tuvo varios contratiempos. El capitán Castillo a la altura de las Islas Canarias sufrió una parálisis, debiendo ser desembarcado en Tenerife, por lo que tomó el mando el Teniente de Navío Dionisio Capaz. El convoy naval quedó disperso por un temporal en las islas de Cabo Verde. Y una gran epidemia de escorbuto se propagó entre los transportes.
El hecho decisivo fue que el gobierno de Bernardo O'Higgins, a través de Buenos Aires, tuvo noticias inmediatas de esta expedición debido a una triunfante sublevación la noche del 22 a 23 de agosto de las tropas expedicionarias que iban en un transporte naval español y que se entregaron en el Río de la Plata, facilitando todas las contraseñas navales y que su destino exacto era Talcahuano por lo que se dispuso que la recién formada Escuadra Chilena emboscar al convoy español en su destino.

### Desmantelamiento y abandono español de Talcahuano
Después de la derrota realista en la Batalla de Maipú, Mariano Osorio, de acuerdo con Pezuela, el Virrey del Perú, se retiró del escenario de guerra y decidió precipitadamente abandonar el puerto de destino Talcahuano, lo que hizo efectivo el 8 de septiembre. Dejando al mando del coronel Juan Francisco Sánchez el resto de su ejército con la consigna de retirarse al sur y sostener la guerra con el concurso del pueblo mapuche. Este comportamiento ha sido gravemente censurado por Gerónimo Valdés y por el mismo comandante de la fragata. Joaquín de la Pezuela recibió el 25 de julio noticias anticipadas del gobierno español del arribo de la expedición. El virrey afirma que tras el Combate naval de Valparaíso no mandó proteger la expedición del Cantabria, sino que las unidades navales fueron destinadas proteger el comercio del Callao. Valdés replica que tampoco se tomó la mínima previsión de mandar un buque correo, Pailebot, para avisar a la expedición de Cádiz, acabada de cruzar el Cabo de Hornos, que Talcahuano estaba siendo abandonado.

### Organización y planes de la división naval patriota
El 9 de octubre zarparon de Valparaíso, al mando del comandante general de marina, capitán de navío Manuel Blanco Encalada, cuatro buques chilenos: el San Martín, comandado por Guillermo Wilkinson; la Lautaro, de Carlos Wooster; la Chacabuco, de Francisco Díaz; y el Araucano, de Raimundo Morris.
Debido a los fuertes vientos del sur, Blanco Encalada tardó diecisiete días en enfrentar a Talcahuano. A raíz de esta demora lograron escapar tres de los diez transportes. Blanco Encalada ordenó que el Araucano se acercara a reconocer la bahía mientras él en el San Martín con la Lautaro se dirigió a la isla Santa María. En ella se apoderó de las instrucciones que el comandante de la María Isabel había dejado con cinco marineros para los siete transportes que venían retrasados.
De acuerdo con esto, esperaba encontrar en Talcahuano a la María Isabel y cuatro transportes; pero, en realidad, Sánchez había ya despachado los transportes al Callao.

## El Combate

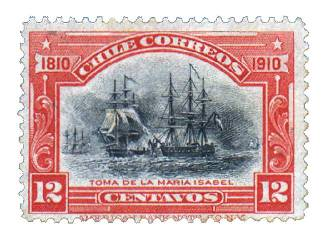
La captura de la María Isabel representada en un sello postal chileno conmemorativo del "Centenario de Chile" de 1910.

A las once de la mañana del 28 de octubre, dos grandes buques desconocidos pasaron frente a la boca chica que separa a la isla de la Quiriquina del continente. La "María Isabel" izó bandera roja y disparó un cañonazo sin bala. Los navíos contestaron afirmando al tope la bandera inglesa. 
Una hora más tarde, penetraron resueltamente en la bahía. El comandante Dionisio Capaz disparó cuatro cañonazos. Los buques desconocidos, por toda respuesta, izaron la bandera chilena en vez de la inglesa, y se dirigieron a todo trapo hacia la fragata, sin hacer fuego. La "María Isabel" disparó una andanada con todos sus cañones de babor, pero viendo que era inútil intentar una defensa por su posición y la desigualdad de las fuerzas, se fue a varar en los bajos de la isla de Rocuant. El "San Martín" y la "Lautaro" rompieron un fuego vivísimo de fusilería con el ánimo de rendir a la nave enemiga, sin estropearla. 
La marinería se arrojó al agua, dejando a la fragata defendida por 60 fusileros. Blanco destacó una columna de 50 marineros al mando de los tenientes Bell y Crompton, que se apoderó del buque. 
A fin de defenderlo de las tropas de tierra, mientras podían zafado del fango con la ayuda de la alta marea, desembarcó unos 150 fusileros, pero arrollados por fuerzas muy superiores que vinieron de Concepción, se reembarcaron con algunas pérdidas, entonces Blanco Encalada usó los cañones de la misma "María Isabel", cargados con metralla, que impidieron a las numerosas fuerzas realistas recuperar el buque durante el día y rechazaran un asalto nocturno.
El combate se renovó el día 29 siguiente. El "San Martín" recibió en su casco trece balazos de los cañones que Sánchez había traído de Concepción y que emplazó en el castillo de San Agustín y en la playa, sin perjuicios serios. 
Al día siguiente, a las once de la mañana, cambió el viento, al mismo tiempo que subía la marea, y la María Isabel se zafó del cieno que la aprisionaba y comenzó a navegar, saludada por los vivas y los hurras de los chilenos. luego de este hecho de armas, Blanco escribiría a O'Higgins:
"No puede usted imaginar la sorpresa que causó a los enemigos el ver flotar la nave capturada:. El fuego cesó de repente, y unos y otros no hacíamos más que mirar la fragata hasta que el grito de ¡Viva la patria! resonó en todas las embarcaciones: al mismo tiempo.."
Blanco tuvo 27 muertos y 22 heridos. A las tres de la tarde, los tres buques, ostentando la bandera chilena en los mástiles, hicieron a la plaza una salva de despedida de 21 cañonazos, y tomaron rumbo a la isla de Santa María.

## Captura de Transportes Expedicionarios Españoles
Blanco Encalada se dispuso, entonces, a esperar a los transportes que, uno a uno fueron llegando a Talcahuano.
De los once transportes que salieron de Cádiz, uno quedó en Tenerife por inútil, otro recaló en Buenos Aires, cuatro prosiguieron al Callao y cinco venían aún en camino. Al regresar a la isla de Santa María, Blanco Encalada encontró en ella a la corbeta "Chacabuco" , que se había separado en la noche del 16 y la destacó a custodiar la boca de la bahía de Talcahuano, por si los transportes pasaban directamente a este puerto. En el mismo punto, se le reunieron el “Galvarino” (noviembre 9) y el "Intrépido" (noviembre 12); de suerte que la escuadra, que sólo constaba de cuatro naves al salir de Valparaíso, se aumentó a siete. 
En los días 11, 12 y 14 de noviembre, llegaron las fragatas "Dolores", "Magdalena" y "Elena", y engañadas por la bandera española que enarbolaba la "María Isabel", se colocaban a su costado. 
Los oficiales realistas -dice Miller:
"al anclar su buque junto a la capitana, se vestían de parada para presentarse a sus superiores. Los soldados, las mujeres y los niños se asomaban felices por el término de su penoso viaje." "Mas cuando descubrían su error, el pánico se apoderaba de ellos y estallaban en espantosos gritos, pues se les había hecho creer que los patriotas no daban cuartel a nadie.." 
De 600 soldados y 36 oficiales que salieron de Cádiz, habían muerto en el trayecto 230 y venían 217 enfermos. 
Utilizando las tripulaciones del "Galvarino" y del "Intrépido", Blanco Encalada completó la marinería de la "María Isabel", puso guarnición a los tres transportes y dio la vuelta a Valparaíso dejando a la "Chacabuco" con su dotación intacta, para que apresara a los dos que venían atrasados. El 17 de noviembre entraba al puerto, de donde saliera un mes y ocho días antes con cuatro buques, al frente de nueve naves. Cinco días más tarde, llegaba la "Chacabuco", convoyando a las fragatas 'Jerezana" y "Carlota", que partieron de Cádiz con 240 hombres, y habían llegado a Santa María con 140. 
Blanco con estas acciones ya había logrado totalmente su objetivo.

## Consecuencias
De los once transportes que partieron de Cádiz, uno quedó en Tenerife, por inútil, otro se sublevó y su tropa y oficiales pasó a favor de los revolucionarios de Buenos Aires, cuatro escaparon y prosiguieron al Callao y los cinco restantes fueron capturados por la Escuadra Chilena que vio así incrementada su escasa dotación de buques, además, con una fragata, la María Isabel que, por ley de 9 de diciembre, pasó a llamarse O'Higgins.
Un número de 210 hombres del segundo batallón de Cantabria al mando de Rafael de Ceballos-Escalera arriban al Callao. El teniente coronel Fausto del Hoyo y Juan Loriga junto a otros restos del segundo batallón de Cantabria desembarcó en Talcahuano, incorporándose al Ejército Real de Chile acantonado en Valdivia. Las tropas españolas todavía seguirían combatiendo hasta la batalla final de Ayacucho en 1824 y de Chiloé en 1826.
El gobierno chileno condecoró a los vencedores de esta acción con el derecho de usar un parche color verde mar con un tridente en su centro, orlado de palma y laurel, con esta leyenda: "Su primer ensayo dio a Chile el dominio del Pacífico". Por ley de 9 de diciembre se dio a la "María Isabel" el nombre de "O'Higgins". "En agradecimiento a la singular protección con que ha favorecido nuestras armas la serenísima Reina de los Angeles, bajo el título del Carmelo, la corporación dispuso también se denomine una de las fragatas que han de venir de Norteamérica, con el título de 'María del Carmen de Maipú'." y otro acuerdo, del 14 del mismo mes, dio al director supremo el título de "gran mariscal", que el 29 de agosto de 1820 fue reemplazado por el de capitán general.